# Courtney Love
Courtney Love, rodným jménem Courtney Michelle Harrison (* 9. července 1964 San Francisco, Kalifornie, USA), je americká rocková muzikantka a herečka. Známá je jako vůdčí zpěvačka, kytaristka a textařka zaniklé grungeové skupiny Hole a jako vdova po frontmanovi skupiny Nirvana Kurtu Cobainovi. Časopis Rolling Stone ji nazval „nejkontroverznější ženou v historii rocku“.

## Život

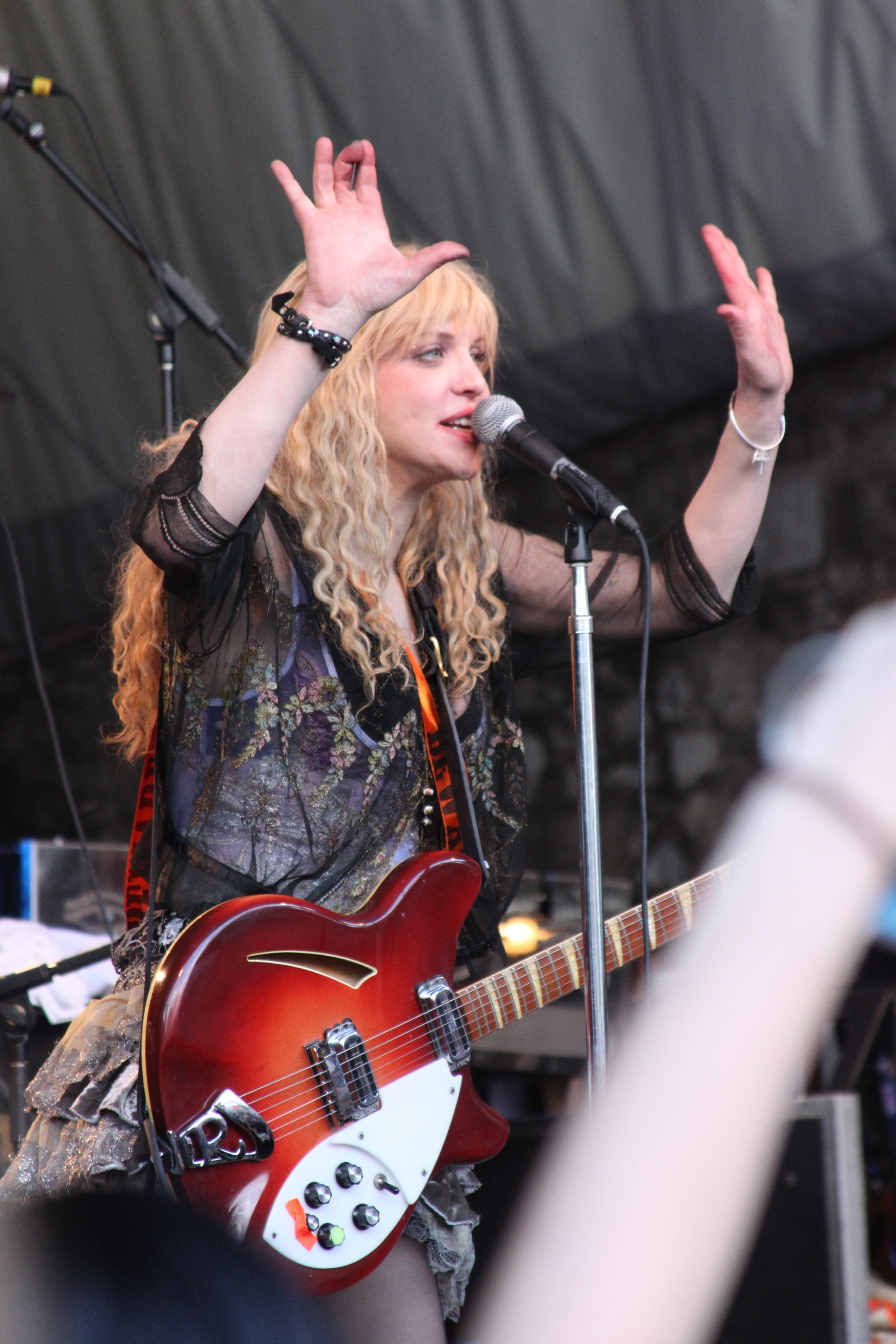
Courtney Love při vystoupení se skupinou Hole v Austinu, Texas; březen 2010.

Narodila se do rodiny s irskými a židovskými předky. Rodina se rozpadla velmi brzy po jejím narození. Začátek svého nepokojného dětství prožila s matkou a jejími nápadníky v hippie komunitě v Oregonském Portlandu. S ní se dostala i na Nový Zéland. V té době také začala psát první básně.
V šestnácti letech opustila rodinu a cestovala napříč USA, Anglií a Irskem a žila z fondu založeného adoptivními rodiči své matky. V době svého pobytu v Anglii se dostala i do Liverpoolu, kde si zamilovala rockovou hudbu. Poté se vrátila do Portlandu v Oregonu, kde pracovala jako striptérka. Poznala zde také svého prvního rockového přítele, Rozze Rezabeka ze skupiny Theatre of Sheep. Po rozchodu s ním odjela do San Francisca, kde se stala na krátkou dobu zpěvačkou začínajících Faith No More. Kvůli neshodám způsobeným jejím dominantním chováním však ze skupiny odešla. Ve dvaadvaceti letech se vrátila zpět do Portlandu. S kamarádkou Kat Bjelland, pozdější zpěvačkou Babes in Toyland, založila skupinu Pagan Babies, ta se však brzy rozpadla. V té době se také objevil její první herecký úspěch v roli kamarádky Nancy Spungen ve filmu Sid a Nancy.
Po zadání inzerátu do punkového fanzinu Flipside v roce 1989 se jí ozval kytarista Eric Erlandson, s kterým založila skupinu Hole. Jejich debutové album Pretty on the Inside, vydané v roce 1991 a produkované Kim Gordonovou ze Sonic Youth, znamenalo úspěch. V té době se začala také přátelit s Michaelem Stipem z R.E.M. a Billym Corganem ze Smashing Pumpkins.
V portlandském klubu Oregon’s Satyricon poznala 12. ledna 1990 zpěváka začínají skupiny Nirvana Kurta Cobaina a později se do sebe zamilovali. Dne 24. února 1992 se konala jejich svatba ve Waikiki Beach v Honolulu na Havaji, Kurt Cobain s Nirvanou se mezitím světově proslavil albem Nevermind. O šest měsíců později, 18. srpna 1992, se jim narodila dcera Frances Bean Cobain. Dne 8. dubna 1994, čtyři dny před vydáním průlomového alba Hole Live Through This, bylo nalezeno Cobainovo tělo v jejich domě se smrtelnou střelnou ranou v hlavě. O dva měsíce později zemřela na předávkování heroinem basistka Hole Kristen Pfaff, která byla později nahrazena Mellisou auf der Maurovou (mimo jiné členkou Smashing Pumpkins). Vynořily se také spekulace o tom, že Cobainova smrt nebyla sebevraždou, ale vraždou, kterou objednala právě ona sama.
V roce 1996 se Courtney Love objevila opět ve filmu, a to ve snímku Miloše Formana Lid versus Larry Flynt, v roli Flintovy ženy Althey. Za tuto roli byla nominována na Zlatý glóbus. V roce 1998 také skupina Hole vydala album Celebrity Skin nominované na cenu Grammy. V roce 2002 se ovšem kapela rozpadla a Courtney Love byla donucena zahájit sólovou dráhu. Její první album American Sweetheart však úspěšné nebylo. V červnu 2005, tři měsíce poté, co byla propuštěna ze soudem nařízené protidrogové léčby, začala nahrávat svou druhou sólovou desku, nazvanou Nobody's Daughter. Ta měla vyjít původně v březnu 2008, k jejímu vydání však došlo až 23. dubna 2010.
V roce 2006 také vydala svůj životopis pod názvem Dirty Blonde (Špinavá blondýna) a prodala 25 % svých práv na Nirvanu za 50 miliónů dolarů.

## Diskografie

### Studiová alba
- America's Sweetheart (2004)
- Nobody's Daughter (2009)

## Filmografie
- Sid a Nancy (1986)
- Straight to Hell (1987)
- Tapeheads (1988)
- 1991: The Year Punk Broke (1992) – dokumentární film
- Basquiat (1996)
- Líbánky bez ženicha (Feeling Minnesota, 1996)
- Lid vs. Larry Flynt (People vs. Larry Flint, 1996)
- Off the Menu: The Last Days of Chasen's (1997) – dokumentární film
- Kurt & Courtney (1998) dokumentární film
- Clara Bow: Discovering the It Girl (1999) – dokumentární film
- 200 cigaret (200 cigarettes, 1999)
- Muž na měsíci (Man on the Moon, 1999)
- Beat (2000)
- Bounce: Behind the Velvet Rope (2000) – dokumentární film
- Julie Johnson (2001)
- Last Party 2000 (2001) – dokumentární film
- V pasti (Trapped, 2002)
- Mayor of the Sunset Strip (2003) – dokumentární film
- (This Is Known As) The Blues Scale (2004) – dokumentární film